# Anton Koch (Fußballspieler)
Anton Koch (* 20. Jänner 1903 in Wien; † 8. Februar 1963 ebendort) war ein österreichischer Fußballspieler, der in den 1920er und 30er Jahren drei Meistertitel mit dem SK Admira Wien gewann und im Nationalteam zum Einsatz kam.

## Vereinskarriere
Koch, der dem Admiranachwuchs entstammte, konnte sich in den frühen 1920er Jahren einen Stammplatz in der zentralen Position der Läuferreihe der Jedleseer erobern, den er für den Großteil des Jahrzehnts innehaben sollte. Nachdem die Admira zunächst mehrfach nur knapp den Klassenerhalt in der höchsten Spielklasse erreichen konnte, ließ die Mannschaft 1923 erstmals mit einem dritten Platz in der Meisterschaft aufhorchen. Nach weiteren Plätzen im Mittelfeld kämpfte man schließlich 1926/27 um den Titel, als es am letzten Spieltag zu einem Entscheidungsspiel gegen den Brigittenauer AC kam, welches die Admira mit 5:0 gewann und den ersten Meistertitel der Vereinsgeschichte holte.
In der folgenden Saison konnten die Schwarz-Weißen mit einer Läuferreihe, der neben Koch auch Johann Klima und Karl Schott angehörten, den Titel nicht nur verteidigen, sondern mit einem 2:1 gegen den Wiener AC im Cupfinale auch das Double holen. Im Mitropacup scheiterte man im Halbfinale am Ferencvárosi FC. Nach einem weiteren Vizemeistertitel wurden die Einsätze des Mittelläufers jedoch spärlicher und als nach dem Aufkommen von Karl Humenberger wenig Aussichten mehr auf einen Platz in der ersten Mannschaft bestanden, verließ Koch Ende 1931 seinen Stammverein und wechselte zu den drittklassigen Wiener Rasensportfreunden, die in dieser Saison den Aufstieg in die II. Liga schafften.
Danach kehrte Koch noch einmal zur Admira zurück, wo er es in der Meistersaison 1931/32 noch zu einigen Einsätzen als Rechtsaußen brachte. Die folgende Spielzeit war er beim Erstligaaufsteiger FC Libertas aktiv, wo er meist als Mittelstürmer eingesetzt wurde, ehe er 1933 in die französische Division 2 zum FC Rouen wechselte, wo er mit Roman Schramseis und Ferenc Weinhardt in einer Mannschaft spielte, den Aufstieg aber knapp verpasste. Nach einer Saison in Frankreich kehrte er nach Österreich zurück und spielte noch ein Jahr bei den Rasensportfreunden, ehe er seine Karriere bei der unterklassigen Firmenmannschaft der Hammerbrotwerke beendete.

### Stationen
- bis 1931: SK Admira Wien
- 1931: SC Austro Fiat Wien
- 1932: SK Admira Wien
- 1932 bis 1933: FC Libertas
- 1933 bis 1934: FC Rouen
- 1934 bis 1935: SC Austro Fiat Wien

## Nationalmannschaft
Zu seinem Debüt für das Nationalteam kam Koch im Juni 1922 bei einem 7:1 gegen die Schweiz, als er in der zweiten Spielhälfte für Karl Kurz eingewechselt wurde. Sein einziges Spiel in der Grundaufstellung machte er im Mai 1924 gegen Bulgarien, ehe er 1925 gegen Schweden nochmals als Einwechselspieler zum Einsatz kam. Daneben kam er auch auf zwei Spiele mit der B-Nationalmannschaft und sechs mit dem Wiener Städteteam.

## Erfolge
- 1 × Mitropacup-Halbfinale: 1928
- 3 × österreichischer Meister: 1927, 1928, 1932
- 1 × ÖFB-Cup: 1928
- 3 Spiele für die österreichische Fußballnationalmannschaft: 1922–1925